# 愛德華·哈洛威爾

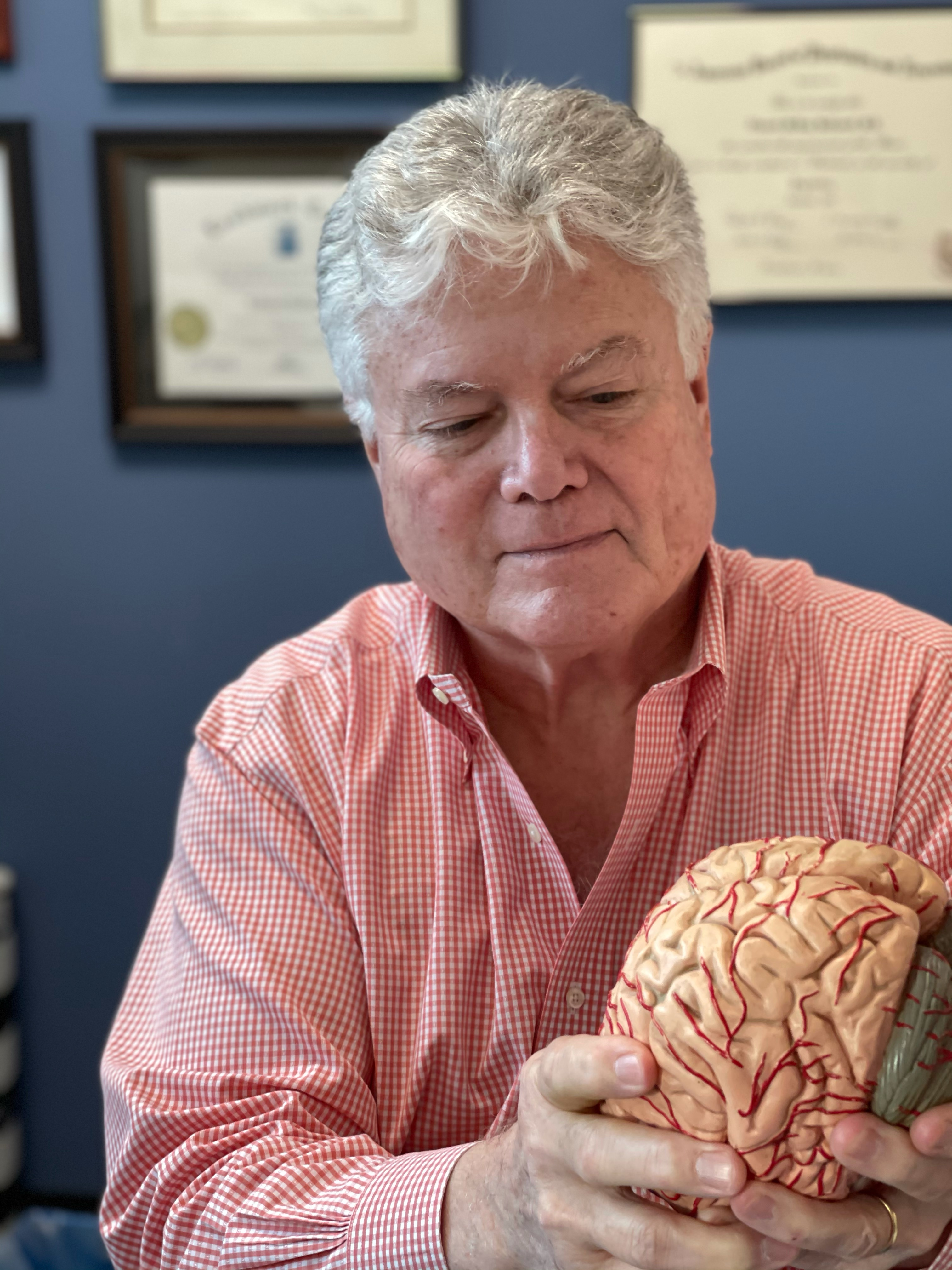
愛德華·哈洛威爾

愛德華·哈洛威爾（Edward M."Ned" Hallowell，1949年12月2日—）是一位專門研究注意力不足過動症（ADHD）的美國精神科醫師，也是兩本ADHD書籍《Driven to Distraction》（1994年，中文譯名為《分心不是我的錯》）和《Delivered From Distraction》（2005年，中文譯名為《分心也有好成績》）的共同作者。

## 背景和教育
愛德華·哈洛威爾小時候住在在南卡罗来纳州查尔斯顿。他的父親因為第二次世界大战的戰爭受創經驗而患有躁鬱症，且有接受電痙攣療法（ECT）。哈洛威爾的媽媽後來再婚，再婚對象有酒癮。
愛德華·哈洛威爾是哈佛大学及菲利普斯埃克塞特学院的校友，在杜蘭大學醫學院獲得其医学学士学位。

## ADHD
哈洛威爾在1981年參與了一個有關ADHD兒童的課程，他在這門課中確定他患有ADHD。接下來的十年哈洛威爾利用柯能氏量表（Conner's Scale）診斷ADHD的患者。他在2012年的一次專訪中提到ADHD患者的比例約有15%。哈洛威爾提到ADHD不一定都包括過動，不過其患者可能會無法完成工作或是學校的功課、將東西放錯位置、遺漏工作或是容易分心。

## 外部連結
- 官方網站 （页面存档备份，存于）